# Hram Atene Nike
Hram Atene Nike (grč. Ναός Αθηνάς Νίκης) je grčki hram koji je sredinom 5. stoljeća pr. Kr. podignut na atenskoj akropoli u čast božice Atene. Nalazi se na južnoj strani akropole, a projektirao ga je arhitekt Kalikrat. On je sagradio na jednom prostoru veličine 5 x 8 m nježan jonski hram s 4 m visokim stupovima i 45 cm visokim obrubom prepunim likova. Za vrijeme osmanlijske vladavine ovaj je hram porušen, a od njegovih kamenih blokova bila je sagrađena kula. Njemački arheolog Ludwig Ross tijekom 1835. i 1836. godine porušio je tu kulu i obnovio hram.

## Poveznice
- Atenska akropola
- Grčki hram
- Jonski red

## Vanjske poveznice
- (engl.) Dr. Janice Siegel: Temple of Athena Nike - ilustracije
- (engl.) Ancient Greece: Temple of Athena Nike - fotografije
- (engl.) Reconstructions  Arhivirana inačica izvorne stranice od 27. srpnja 2011. (Wayback Machine) - virtualna rekonstrukcija hrama